# Schweizerost
Schweizerost er en betegnelse for enhver slags ost, der ligner emmentaler-ost, en gul, mellemhård ost, der stammer fra området omkring Emmental i Schweiz. Den er kategoriseret som en ost af schweizisk type eller en alpeost. Udtrykket er generisk; det betyder ikke, at osten faktisk er lavet i Schweiz. Nogle typer schweizerost har et genkendeligt udseende, da osten er fyldt med karakteristiske huller.
Schweizerost produceres nu i mange lande, herunder USA, Finland, Estland og Irland. Den er nogle gange lavet af pasteuriseret eller delvis skummet mælk, i modsætning til originalen fra Schweiz, der er lavet af rå mælk. Det amerikanske landbrugsministerium bruger udtrykkene schweizerost og emmentalerost i flæng. I Australien bruges begge udtryk sammen med ost i schweizisk stil, i nogle tilfælde adskiller de to sig. Udtrykket schweizisk ost bruges nogle gange i Indien, selv om den også ofte omtales som emmentaler.